# Endasys tetratylus
Endasys tetratylus là một loài tò vò trong họ Ichneumonidae.